# Japanse talen
De Japanse talen, ook wel Japans-Riukiuaans talen genoemd, is een taalfamilie die is afgeleid van een taal genoemd als Proto-Japans. De relatie tussen de Japanse taalfamilie en andere talen is omstreden; er zijn verschillende theorieën, maar geen enkele daarvan is algemeen geaccepteerd.

## Familie
- Japanse Talen
  - Oost-Japans: Wordt gesproken op volgende plaatsen: Aogashima, Tokio, Hachijojima, Minamidaito, Okinawa, Kitadaito en op nog enkele kleine eilandjes.
  - West-Japans

- Riukiuaanse talen
  - Amami
    - Noordelijk dialect
      - Tanegashima (dialect)
      - Yakushima (dialect)
      - Noord-Oshimaans (dialect)

    - Zuid-Amami (dialect)
    - Noord-Amami (dialect)
      - Zuid-Oshimaans (dialect)
      - Yoron (dialect)

  - Okinawaans
    - Kunigami
    - Ie-dialect
    - Zuid-Okinawaans dialect
    - Noord-Okinawaans dialect
      - Standaard Japans (dialect)
      - Shimajiri (dialect)

  - Miyako
    - Miyako dialect
    - Irabu dialect

  - Yaeyama
    - Ishigaki (dialect)
    - Iriomote (dialect)
    - Taketomi (dialect)

  - Yonaguni
  - Barakomi

Japanse literatuur · Japanse dichtkunst · Japanse woorden met Nederlandse oorsprong